# Gazi-Husrev-Beg-Moschee

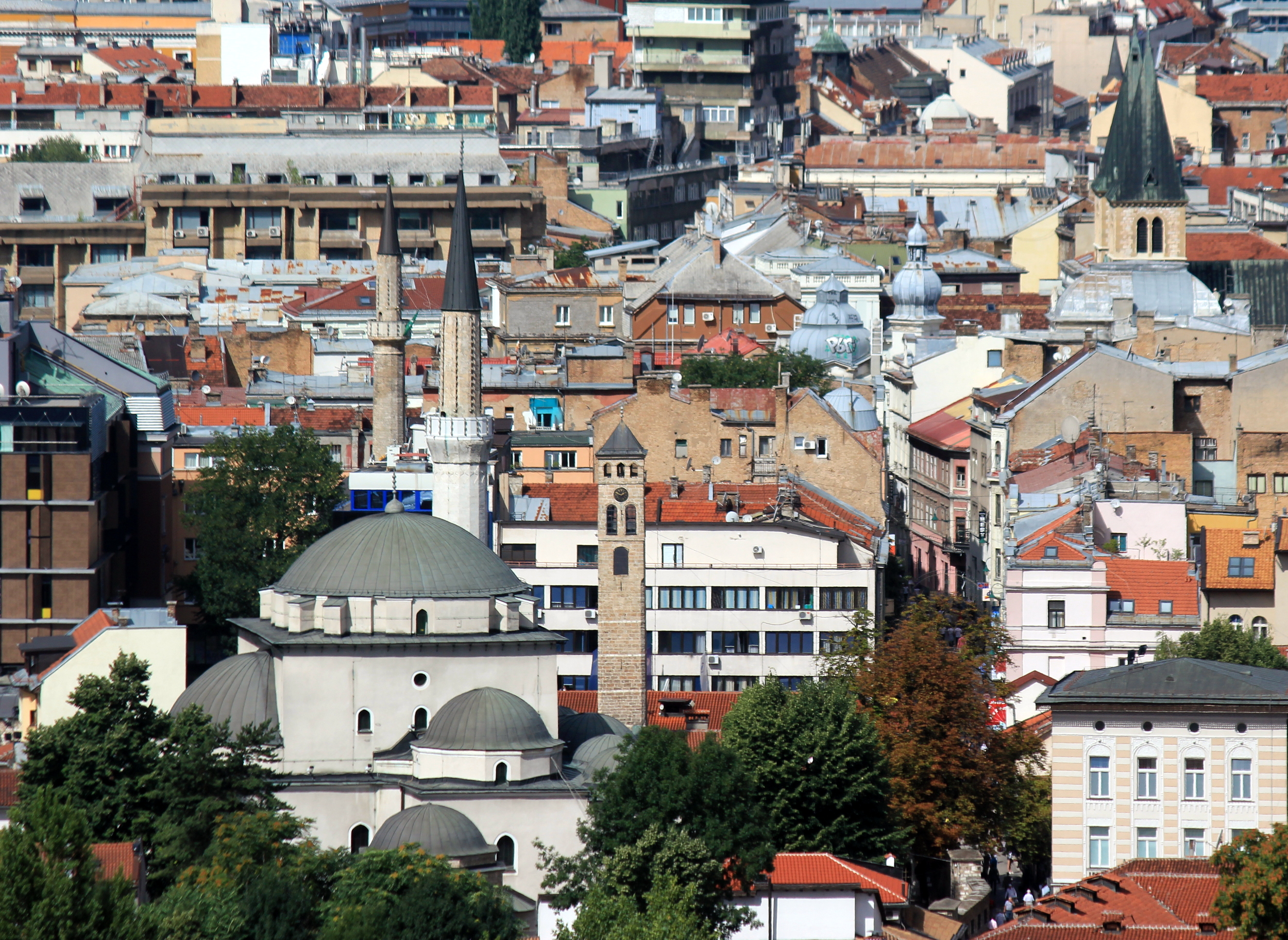
Gazi-Husrev-Beg-Moschee in der Altstadt von Sarajevo

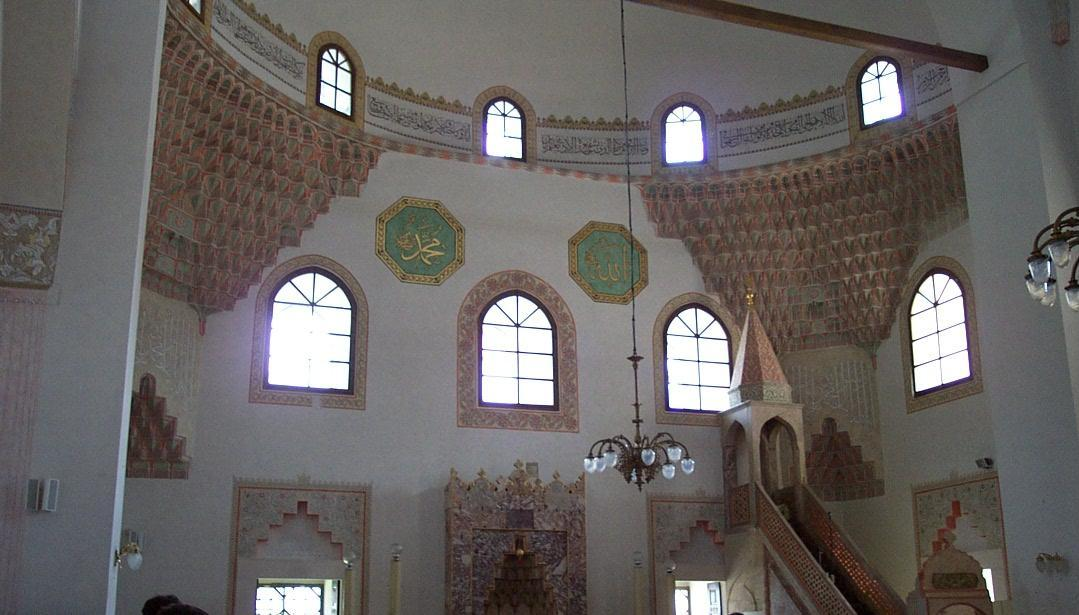
Innenraum der Moschee

Die Gazi-Husrev-Beg-Moschee (bosnisch Husrev-begova džamija, türkisch Gazi Hüsrev Bey Camii), verkürzt auch Begova-Moschee (Begova džamija) von 1530/31 (Bauinschrift) in Sarajevo ist die größte und eine der ältesten Moscheen Bosnien und Herzegowinas.

## Geschichte
Sie wurde im Auftrag von Gazi Husrev Beg (türk. Hüsrev Beğ/Bey), einem Neffen von Sultan Bayezid II. in der Wirkungszeit des Hofarchitekten Acem Esir Ali (auch: Alaüddin, Acem Alisi), dem Vorgänger des berühmten Mimar Sinan errichtet. Am Bau waren, wie auch bei vielen anderen Großprojekten der Zeit, auch Handwerker aus Ragusa (Dubrovnik) beteiligt.
Die Gazi-Husrev-Beg-Moschee ist eine Kuppelmoschee im frühen klassischen Stil mit Kuppel und Halbkuppel über dem Betraum. Der Hauptgebetsraum hat einen quadratischen Grundriss mit der Seitenlänge von 13 Metern; die Scheitelhöhe der darüberliegenden Kuppel ist 26 Meter. Die Moschee hat ein Vorderschiff mit Halbkuppel sowie zwei Seitenschiffe. Die Arkaden der Vorhalle ruht auf vier mit Kapitellen versehenen Marmorsäulen. Das Minarett ist 47 Meter hoch. Im Hof der Moschee befinden sich ein Brunnen (šedrvan, türk. şadırvan), die Mausoleen (Turben) von Gazi Huzrev Beg und Gazi Murat Beg sowie mehrere Grabstätten, darunter jene von Mehmed Spaho.

## Medresa (Religionsschule)
Im Jahre 1537 wurde gegenüber der Moschee eine islamische Hochschule errichtet. Auch sie verfügt über einen Innenhof mit Brunnen sowie eine Arkadenhalle, die von zehn Kuppeln überdacht wird. Die Innenräume befinden sich unter 14 weiteren Kuppeln. Im Volksmund heißt die Medresa aufgrund des mit Blei gedeckten Daches kuršumlija (von türk. kurşun für „Blei“).
Heute, da die Einrichtung zu klein geworden ist, dient dieses Gebäude nicht mehr seinem Zweck. An seiner rechten Seite wurde vor einigen Jahren eine neue Medresa und die Islamisch-theologische Fakultät erbaut.

## Šadrvan
In der Mitte des Moscheehofes erhebt sich ein graziöser Šadrvan (Moscheebrunnen), dessen Überdachung auf acht geschmeidigen durch Bogen verbundenen Säulen steht. Husref Beg hat das Wasser durch Holzröhren von der 6 km von Sarajevo entfernten Quelle zum Springbrunnen geführt und im damaligen Sarajevo verteilt. Bei großer Winterkälte wird die Gebetwaschung in einem besonderen Raum verrichtet.

## Muvekithana
In der nordwestlichen Ecke des Moscheehofes befindet sich ein kleiner Raum, das sog. Muvekithana, der über Instrumente zum Messen des Sonnenstandes verfügt. Der Sonnenuntergang fällt nämlich pünktlich um 12 Uhr nach „a la turca“ Zeit und danach wird die Zeit bestimmt für den Beginn der fünf täglichen Gebete.

## Sahat Kula
Außerhalb des Moscheehofs, in unmittelbarer Nähe der Moschee erhebt sich der hohe Uhrturm „Sahat Kula“, der alten öffentlichen Uhr. Es ist nicht bekannt, wann der Sahat Kula erbaut wurde, aber er wird zum ersten Mal um 17. Jahrhundert erwähnt. Die Uhren sind auf allen vier Seiten angebracht und zeigen die Zeit beginnend mit dem Sonnenuntergang.

## Galerie

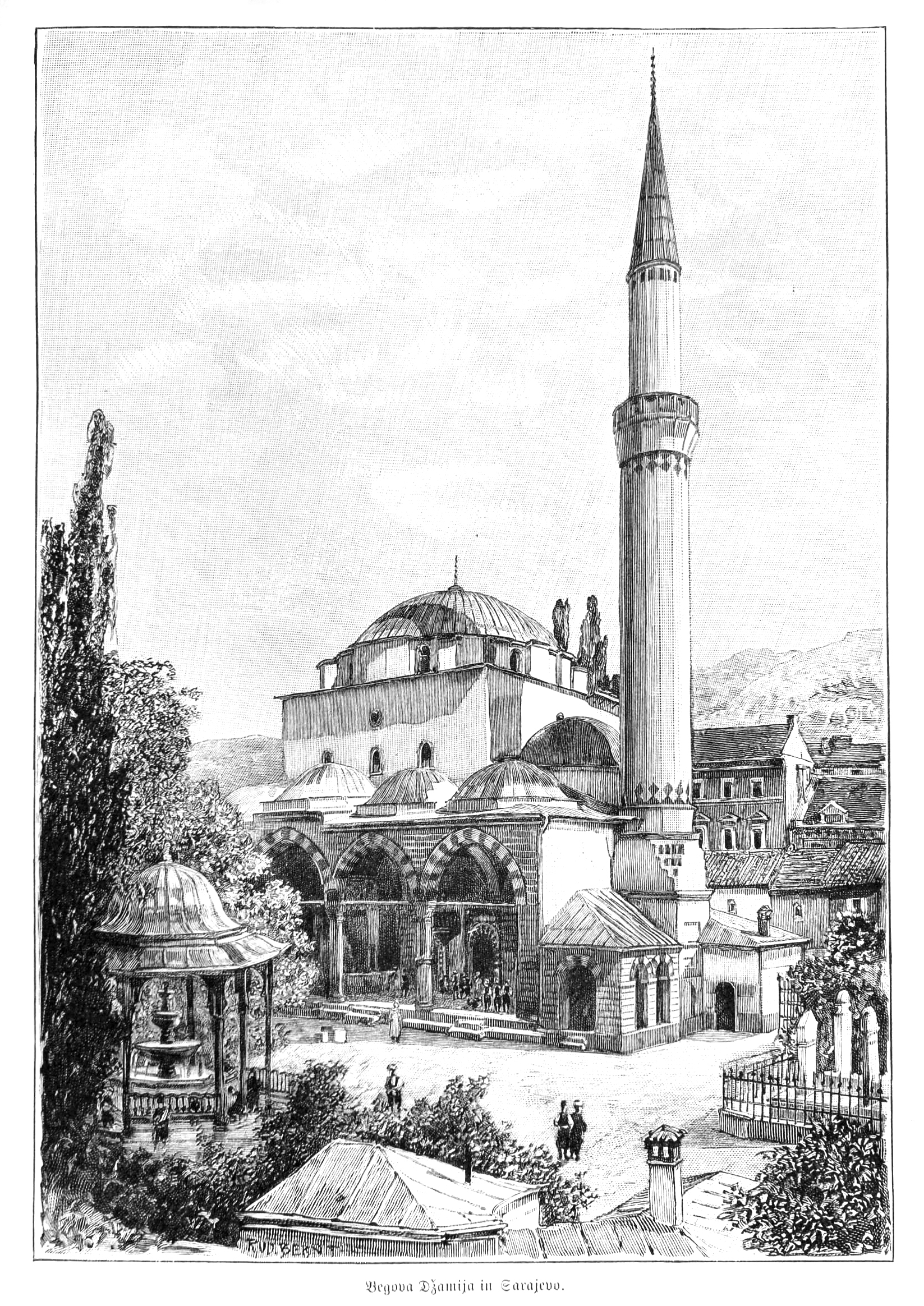
Die Moschee um das Jahr 1900
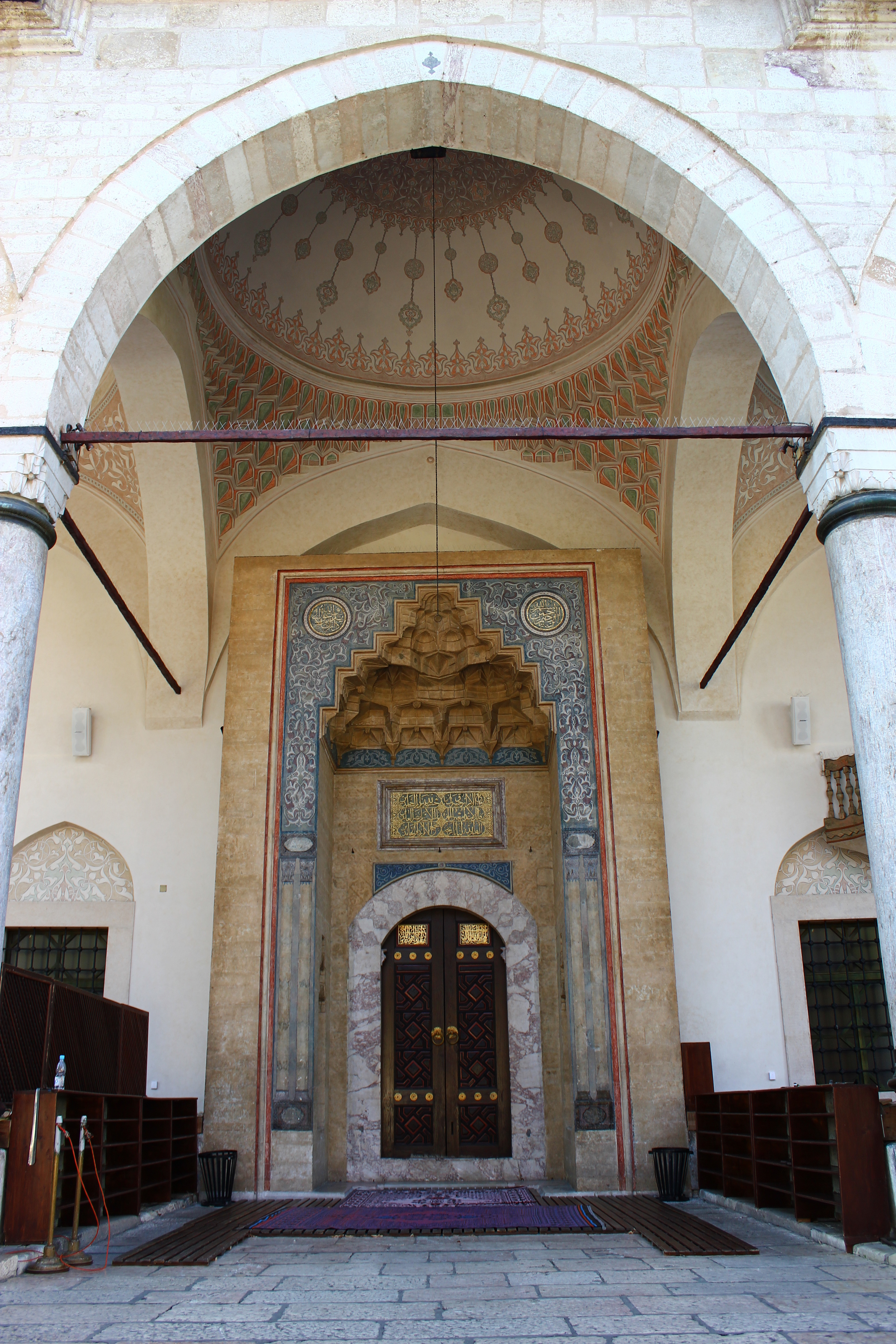
Der Eingangsbereich
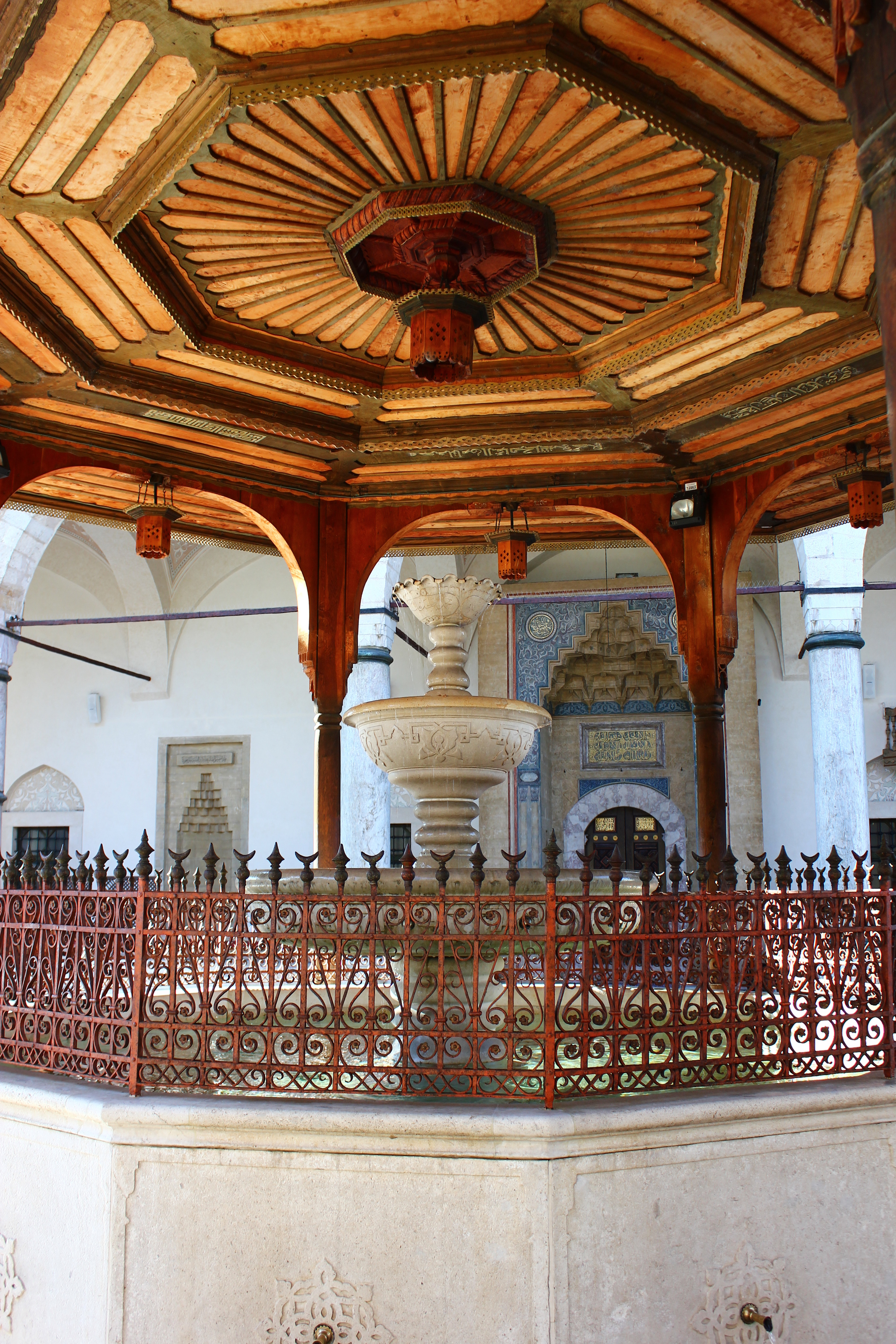
Der Brunnen im Hof
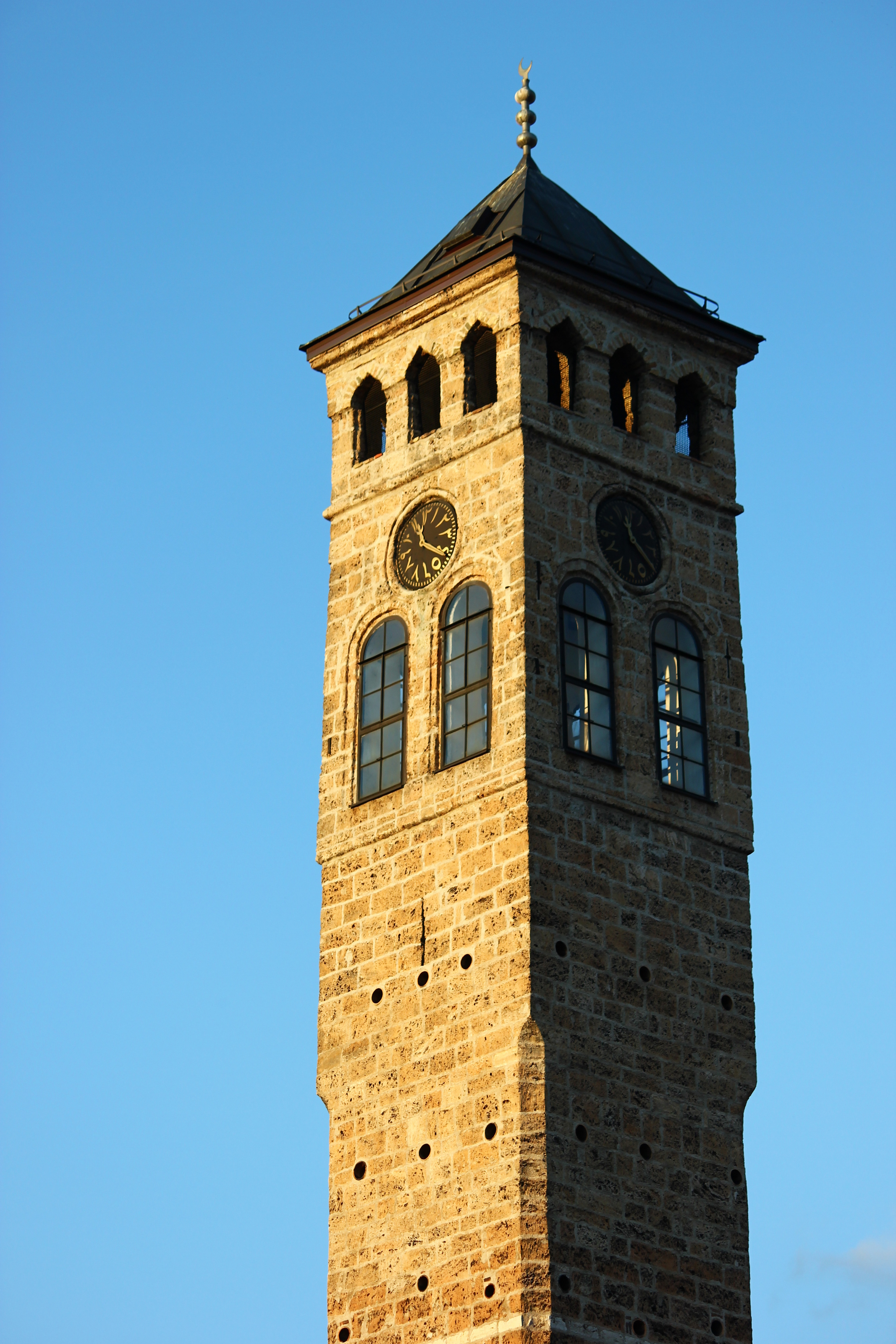
Sahat kula (Uhrturm)